# Гагаріна (Бердюзький район)
Гага́ріна (рос. Гагарина) — присілок у складі Бердюзького району Тюменської області, Росія.
Населення — 246 осіб (2010, 274 у 2002).
Національний склад станом на 2002 рік:
- росіяни — 91 %